# Halichoeres trimaculatus
Halichoeres trimaculatus là một loài cá biển thuộc chi Halichoeres trong họ Cá bàng chài. Loài này được mô tả lần đầu tiên vào năm 1834.

## Từ nguyên
Từ định danh trimaculatus được ghép bởi hai âm tiết trong tiếng Latinh: tri ("ba") và maculatus ("có đốm"), hàm ý đề cập đến ba đốm đen lớn dọc theo đường bên của cá đực trưởng thành hoàn toàn (nhưng thường chỉ thấy có hai).

## Phạm vi phân bố và môi trường sống
Từ bãi cạn Rowley, quần đảo Cocos (Keeling) và đảo Giáng Sinh (đều là các lãnh thổ hải ngoại của Úc), H. trimaculatus được phân bố trải dài về phía đông, băng qua vùng biển các nước Đông Nam Á đến tận quần đảo Line và đảo Ducie, giới hạn phía nam đến đảo Lord Howe và rạn san hô Great Barrier (Úc), cũng như Nouvelle-Calédonie.
Ở Việt Nam, H. trimaculatus được ghi nhận tại bờ biển Quảng Ninh; quần đảo Cát Bà (Hải Phòng); cù lao Chàm (Quảng Nam); đảo Lý Sơn (Quảng Ngãi); bờ biển Ninh Thuận; vịnh Nha Trang (Khánh Hòa); quần đảo An Thới (Kiên Giang); quần đảo Hoàng Sa và quần đảo Trường Sa.
H. trimaculatus sống trên rạn viền bờ hoặc trong đầm phá ở độ sâu đến ít nhất là 30 m.

## Mô tả

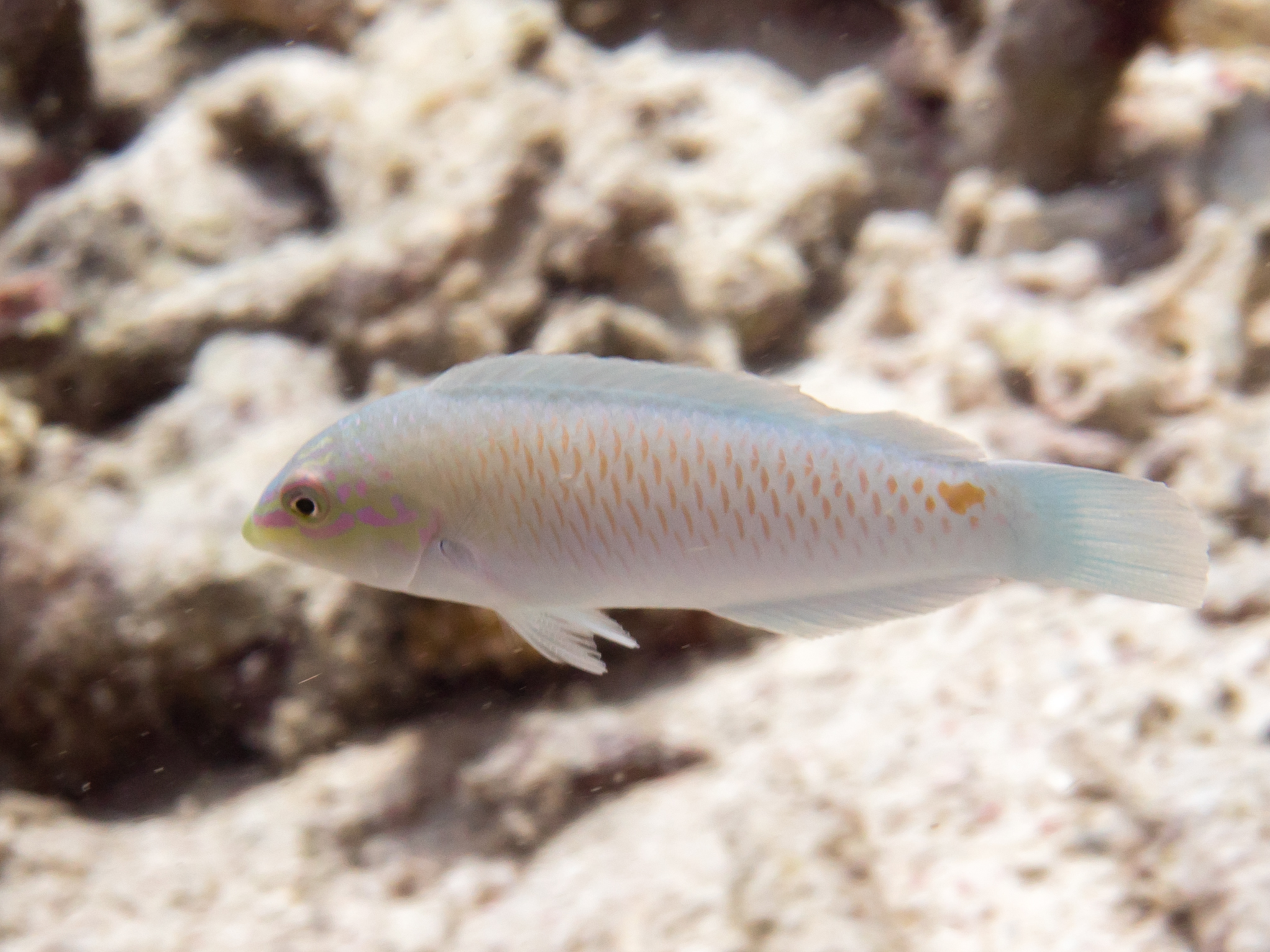
Cá cái

H. trimaculatus có chiều dài cơ thể tối đa được ghi nhận là 27 cm. Cá đực trưởng thành có màu vàng lục nhạt với các vạch hồng trên mỗi vảy. Đầu màu xanh lục với nhiều vệt sọc hồng tím. Có một đốm đen ở cuống đuôi, bao quanh bởi một vệt vàng (vệt vàng này có thể lan rộng khắp cuống và vây đuôi). Phía sau nắp mang (trên gốc vây ngực) cũng có môt đốm đen tương tự nhưng nhỏ hơn (có thể tiêu biến ở nhiều cá thể). Cá cái có màu cơ thể nhạt hơn so với cá đực và trắng ở bụng.
Số gai ở vây lưng: 9; Số tia vây ở vây lưng: 11; Số gai ở vây hậu môn: 3; Số tia vây ở vây hậu môn: 11; Số tia vây ở vây ngực: 14–15; Số gai ở vây bụng: 1; Số tia vây ở vây bụng: 5; Số vảy đường bên: 27.

## Sinh thái học
Thức ăn của H. trimaculatus là các loài thủy sinh không xương sống, bao gồm giáp xác, nhuyễn thể, trùng lỗ, giun nhiều tơ, trứng cá và cả cá nhỏ. Chúng có hành vi bám theo các loài cá đào cát như cá phèn để bắt những con mồi thoát ra từ đám cát.
Như hầu hết những loài bàng chài khác, H. trimaculatus là một loài lưỡng tính tiền nữ (cá cái chuyển đổi thành cá đực), nhưng chúng cũng được biết đến là một loài lưỡng tính tiền nam, khi những con cá đực nhỏ của loài này đang trong quá trình chuyển đổi thành cá cái được quan sát trong một bể cá thí nghiệm.
H. trimaculatus hoạt động vào ban ngày và vùi mình xuống dưới nền cát để nghỉ ngơi vào ban đêm.

## Thương mại
H. trimaculatus đôi khi được đánh bắt trong các hoạt động buôn bán cá cảnh.